# FC Dunaw Russe
Der FC Dunaw Russe (bulgarisch ФК Дунав Русе) ist eine Fußballmannschaft aus der bulgarischen Stadt Russe; sie spielt in der Saison 2016/17 in der A Grupa. Die Mannschaft trägt ihre Heimspiele im Gradski Stadion mit einem Fassungsvermögen von 13.000 Sitzplätzen aus. Die Spiele der Jugendmannschaften werden im Dunav-Stadion (12.000 Sitzplätze) ausgetragen. Dort findet auch das Training statt.

## Erfolge
Erfolgreich waren frühere Jahre; die Mannschaft erreichte das Finale der bulgarischen Meisterschaft 1937, wurde Vierter der ersten Division 1975 und stand viermal (1938, 1939, 1941 and 1962) im bulgarischen Pokalfinale. Dunaw Russe nahm 1975/1976 am UEFA-Pokal teil, wo sie nach einem 1:0-Sieg über den AS Rom durch ein 0:2 im Rückspiel ausschied.
Unter Trainer Engibar Engibarow gewann der FC Dunaw Russe den Pokal der Amateurvereine in der Saison 2003/04; im selben Jahr kehrten sie in die zweite bulgarische Profi-Liga zurück.
Zeiten der Erstklassigkeit waren die Jahre 1958–1967, 1968–1973, 1974–1977, 1984–1986 und 1988–1991. Seit der Saison 2016/17 spielen sie wieder in der höchsten Spielklasse.

## Geschichte
Anfänge des Vereins gehen bis ins Jahr 1908 zurück; eine Neugründung erfolgte 1949, der viele Umbenennungen folgten. Das „Dunaw“ im Namen bedeutet „Donau“.
- 1908 Geolog Russe
- 1919 Dunav Russe
- 1920 Sava Russe
- 1925 Levski Russe
- 1930 Napredak Russe
- 1945 Partizanin Ruse
- 1949 Dunav Russe (Fusion mit den Vereinen Rusenec Russe, Dinamo Russe und ŽSK Russe)
- 1949 DSO Torpedo Russe
- 1957 FD (Fiskulturno Druschestwo) Dunav Russe
- 1967 TDFS (Transportno Druschestwo sa Fiskutura i Sport) Dunav Russe
- 1984 DFS (Druschestwo sa Fiskultura i Sport) Dunav Russe
- 1989 FK Dunav Russe
- 1997 FK Dunav Rakovski Russe (Fusion mit Rakovski)
- 1998 Dunav ’98 Russe
- 1999 PFK Dunav Russe (Fusion mit OFK Dunav ’56)
- 2004 FK Dunav Russe

## Bekannte Trainer
- Dobromir Żeczew
- Iwan Kolew
- Asparuch Nikodimow
- Ferario Spasow
- Marian Todorow